# Secret (singel Madonny)
Secret – pierwszy singel zwiastujący album Madonny pt. Bedtime Stories. Utwór zapowiada także kolejną zmianę w muzyce Madonny. Tym razem piosenkarka zdecydowała się zaczerpnąć dźwięki z muzyki R&B. Piosenka została napisana przez Madonnę, Dallasa Austina oraz Shepa Pettibone'a, przy czym ten ostatni został uwzględniony jako autor na kompilacji GHV2. Singel bardzo długo utrzymywał się na listach przebojów, jednak na niewielu udało mu się zdobyć pierwsze miejsce. W Stanach Zjednoczonych utwór dotarł do trzeciego miejsca i został certyfikowany złotem. W Wielkiej Brytanii piosenka zajęła 5 miejsce i była trzydziestym piątym singlem w jej karierze z rzędu, który dotarł na tym rynku do pierwszej dziesiątki zestawienia. Slant Magazine umieścił „Secret" na 42. miejscu na liście na liście najlepszych piosenek lat 90.

## Informacje
W 1992 roku artystka wydała album Erotica, kontrowersyjną książkę Sex, oraz rok później zagrała w thrillerze erotycznym Sidła miłości. Wszystkie trzy projekty zostały skrytykowane przez opinię publiczną oraz prasę muzyczną, która uważała, że jej kariera jest bliska końca. Na początku 1994 roku Madonna wydała singel I’ll Remember, który został dobrze przyjęty i złagodził jej wizerunek. Jednakże niedługo po sukcesie piosenki piosenkarka wystąpiła w programie Davida Lettermana, który zakończył się skandalem, gdyż Madonna wielokrotnie używała przekleństw oraz odniesień do seksu, które musiały być cenzurowane. W trakcie roku rozpoczęła prace nad szóstym albumem studyjnym. Początkowo miał być stylistycznie podobny do poprzedniego albumu, Erotica, ale na życzenie Madonny w pracę nad albumem zaangażowali się producenci specjalizujący się w muzyce R&B. Sama piosenkarka przyjęła od tej pory bardziej dojrzały wizerunek. Piosenka „Secret" została wydana i ogłoszona jako pierwszy singel z najnowszej płyty Bedtime Stories 27 września 1994 roku. Na okładce singla Madonna jest wystylizowana jako aktorka Jean Harlow. Co było rzadkością w pierwszej połowie lat 90., piosenkarka opowiedziała o piosence przez internet, udostępniając jej 30-sekundowy fragment, okładkę nowego albumu oraz jej wiadomość dla fanów.

## Recenzje
Piosenka zyskała przychylne opinie prasy muzycznej, która doceniła zmianę w wizerunku artystki na dojrzalszy i bardziej łagodny. Magazyn Slant Magazine przyznał singlowi 42. miejsce w rankingu najlepszych piosenek wydanych w latach 90., uzasadniając to jej bardziej naturalnym brzmieniem oraz aranżacją. Alex Needham z NME uznał piosenkę za "niedoceniony skarb", dodając, że charakteryzuje się "wspaniałym, bluesowym rytmem". Zdaniem autora recenzji, tekst utworu jest peanem do heroiny i masturbacji. Barbara O"Dair z Rolling Stone określiła singel jako "zaraźliwy", jednocześnie zauważyła powściągliwość w śpiewie Madonny oraz smutną atmosferę, zwłaszcza we fragmencie tekstu "Happiness lies in your own hand/It took me much too long to understand". John Myers z Yahoo! Music porównał "Secret" do dokonań Madonny z poprzedniej płyty, Erotica. Stephen Thomas Erlewine w recenzji AllMusic uznał piosenkę za jedną z lepszych na płycie, uzasadniając to tym, iż podobnie jak w innych piosenkach na niej zawartych, takich jak Take a Bow, Sanctuary, Bedtime Story linia melodyczna „prowadzi do podświadomości wraz z pulsowaniem basu". W recenzji z 2011 roku dziennikarz Brett Callwood z gazety Detroit Metro Times nazwał piosenkę "spektakularną". Charlotte Robinson z Popmatters uznała, że „łagodny groove piosenki, wraz z użyciem gitary akustycznej oraz delikatnie brzmiących smyczków czynią piosenkę uwodzicielską". W podobnym tonie Secret został oceniony przez magazyn Billboard, który dodatkowo określił singel jako przebojowy. Scott Kearnan z Boston.com umieścił piosenkę na 30 miejscu jego listy najlepszych piosenek artystki, podkreślając, że „zmysłowy groove muzyki R&B uczynił piosenkę wyjątkową, mimo że nie ona kojarzona z żadnym skandalem. "Lubimy rozmawiać o jej zdolnościach do robienia szumu wokół własnej osoby, ale ta piosenka pokazuje, co Madonnie wychodzi najlepiej – tworzenie muzyki pop." W analogicznym zestawieniu The Backlot, w którym piosenka zajęła 14 miejsce, uznano piosenkę za „refleksyjną, poruszającą i cholernie seksowną".

## Teledysk
Teledysk do utworu został nakręcony 10 września 1994 roku w nowojorskiej dzielnicy Harlem. Reżyserem czarno-białego wideoklipu został Melodie McDaniel. Później teledysk został także zremiksowany przez Dan-O-Ramę. Madonna wciela się w nim w rolę piosenkarki nocnego klubu. Teledysk rozpoczyna się występem Madonny w klubie. Następnie piosenkarka idzie ulicą, przy czym pokazywane są ujęcia ludzi stojących wzdłuż piosenki. W punkcie kulminacyjnym Madonna dociera do domu swojego kochanka (w tę rolę wcielił się model Jason Olive) i chłopca będącego jego synem. Według książki „Madonna's Drowned Worlds", to właśnie on, który pojawia się na końcu wideoklipu okazuje się być sekretem jej kochanka. Scena chrztu piosenkarki jaką można zaobserwować w teledysku symbolizuje oczyszczenie po seksualnej erze w karierze Madonny.

## Lista piosenek
|  | Wielka Brytania – 7" 1. „Secret" (Radio Edit) — 4:30 2. „Let Down Your Guard" (Rough Mix Edit) — 4:33 Stany Zjednoczone – singel z 2 piosenkami (2-18035) 1. „Secret" (Album Version) — 5:05 2. „Secret" (Instrumental) — 5:05 Stany Zjednoczone – CD maxi-single (9 41772-2) 1. „Secret" (Edit) — 4:28 2. „Secret" (Junior's Luscious Single Mix) — 4:16 3. „Secret" (Junior's Luscious Club Mix) — 6:17 4. „Secret" (Junior's Sound Factory Mix) — 10:17 5. „Secret" (Some Bizarre Mix) — 9:48 6. „Secret" (Allstar Mix) — 5:10 Australia, Wielka Brytania, Europa – singel CD (9362-41785-2) 1. „Secret" (Edit) — 4:30 2. „Let Down Your Guard" (Rough Mix Edit) — 4:33 3. „Secret" (Instrumental) — 5:03 4. „Secret" (LP Version) — 5:04 Wielka Brytania – 12" (WO268T, 9362-41785-0) 1. „Secret" (LP Version) — 5:04 2. „Let Down Your Guard" (Rough Mix Edit) — 4:33 3. „Secret" (Instrumental) — 5:03 4. „Secret" (Edit) — 4:30 | Japonia – "The Remixes" EP (WPCR-170) 1. „Secret" (Junior's Luscious Single Mix) — 4:16 2. „Secret" (Junior's Extended Luscious Club Mix) — 7:57 3. „Secret" (Junior's Luscious Dub) — 6:21 4. „Secret" (Junior's Sound Factory Mix) — 10:18 5. „Secret" (Junior's Sound Factory Dub) — 7:58 6. „Secret" (Some Bizarre Mix) — 9:48 7. „Secret" (Allstar Mix) — 5:10 8. „Secret" (Radio Edit) — 4:30 Wielka Brytania, Europa – "The Remixes" CD (9362-41806-2) 1. „Secret" (Junior's Luscious Single Mix) — 4:16 2. „Secret" (Junior's Extended Luscious Club Mix) — 7:57 3. „Secret" (Junior's Luscious Dub) — 6:21 4. „Secret" (Junior's Sound Factory Mix) — 10:18 5. „Secret" (Junior's Sound Factory Dub) — 7:58 |

## Listy sprzedaży
| Kraj                                  | Najwyższa pozycja | Sprzedaż |
| ------------------------------------- | ----------------- | -------- |
| Australia (ARIA Charts)               | 5 (2 tygodnie)    | 35 000   |
| Austria (Ö3 Austria Top 40)           | 4                 | -        |
| Brazylia                              | 1 (5 tygodni)     | -        |
| Dania (TracklistenTop 40)             | 8                 | -        |
| Europa (European Hot 100 Singles)     | 4                 | -        |
| Finlandia (Suomen virallinen lista)   | 1                 | -        |
| Francja (SNEP)                        | 2                 | 370 000  |
| Hiszpania (Top 50 Singles)            | 4                 | -        |
| Japonia (Japan Hot 100)               | 2 (4 tygodnie)    | -        |
| Kanada (Canadian Hot 100)             | 1 (9 tygodni)     | 45 000   |
| Niemcy (Media Control Charts)         | 29                | 75 000   |
| Polska (LP3)                          | 2                 |          |
| Stany Zjednoczone (Billboard Hot 100) | 3                 | 455 000  |
| Szwajcaria (Singles Top 75)           | 1                 | -        |
| Szwecja (Sverigetopplistan)           | 12                | -        |
| Wielka Brytania (UK Singles Chart)    | 5                 | 165 000  |
| Włochy (FIMI)                         | 3                 | 25 000   |

| Lista (1994)                      | Pozycja |
| --------------------------------- | ------- |
| Australia ARIA Singles Chart      | 46      |
| Francja (SNEP)                    | 26      |
| Kanada (Canada Top Singles – RPM) | 23      |
| U.S. Billboard Hot 100            | 84      |
| Włochy (RIMI)                     | 38      |
| Lista (1995)                      | Pozycja |
| Francja (SNEP)                    | 56      |
| U.S. Billboard Hot 100            | 71      |

| Państwo           | Certyfikacja |
| ----------------- | ------------ |
| Francja           | Srebro       |
| Kanada            | Złoto        |
| Stany Zjednoczone | Złoto        |